# اورت اسکوگلند
اورت اسکوگلند (انگلیسی: Evert Skoglund؛ زادهٔ ۱۰ مهٔ ۱۹۵۳) بازیکن فوتبال اهل ایتالیا است.
از باشگاه‌هایی که در آن بازی کرده‌است می‌توان به باشگاه فوتبال اینتر میلان، باشگاه فوتبال لچه، باشگاه فوتبال ارورا پرو پاتریا ۱۹۱۹، باشگاه فوتبال پیاچنزا، و باشگاه فوتبال لاتینا اشاره کرد.